# Elaeocarpus integrifolius
Elaeocarpus integrifolius är en tvåhjärtbladig växtart som beskrevs av Jean-Baptiste de Lamarck. Elaeocarpus integrifolius ingår i släktet Elaeocarpus och familjen Elaeocarpaceae. Inga underarter finns listade i Catalogue of Life.